# Trypanidius maculatus
Trypanidius maculatus är en skalbaggsart som beskrevs av Monné och Delfino 1980. Trypanidius maculatus ingår i släktet Trypanidius och familjen långhorningar.
Artens utbredningsområde är:
- Paraguay.
- Venezuela.

Inga underarter finns listade i Catalogue of Life.